# Saurauia mahmudii
Saurauia mahmudii là một loài thực vật thuộc họ Actinidiaceae. Đây là loài đặc hữu của Malaysia. Chúng hiện đang bị đe dọa vì mất môi trường sống.